# Église Saint-Georges de Taganrog
Pour les articles homonymes, voir Église Saint-Georges.
L’église Saint-Georges (en russe : Свято-Георгиевский храм) est une église orthodoxe de Taganrog consacrée à Georges de Lydda. Construite en 1945 puis modifiée de 1986 à 1991 elle dépend de l’éparchie de Rostov et Novotcherkassk.

## Histoire
Le 26 mai 1943, sous occupation allemande, les ouvriers de l’usine métallurgique et le habitants du quartier inaugurent une nouvelle église consacré à Saint Georges dans le bâtiment d’un magasin de la rue Staro-Potchtovaïa. En 1945 l’église déménage dans une ruelle voisine et est consacrée par l’évêque de Taganrog.
De 1945 à 1986 l’église fonctionne dans la discrétion, sans attirer l’attention des autorités.
En 1986 le prêtre de la paroisse entame une reconstruction du bâtiment avec la participation des paroissiens. Le 5 mai 1991 l’église reconstruite est consacrée par le métropolite de Rostov et Novotcherkassk.
En 2013, peu après le 70e anniversaire de la paroisse, l’éparchie annonce un projet de reconstruction de l’église en style byzantin,.